# Ninian Comper
Sir John Ninian Comper (10 juin 1864 - 22 décembre 1960),, ou plus simplement Ninian Comper, est un architecte et un artiste d'origine écossaise. Célèbre pour ses églises, le mobilier et la décoration qu’il conçoit pour elles, il est l'un des derniers grands architectes néogothiques. Il est renommé pour ses vitraux, son utilisation de la couleur et l'intégration subtile d'éléments classiques, gothiques et byzantins dans ses œuvres qu'il décrit comme relevant de « l'unité par inclusion ».

## Biographie
John Ninian Comper nait à Aberdeen, le 10 juin 1864. Il est le premier enfant d'Ellen Taylor et de John Comper, recteur de l’église St John the evangelist d’Aberdeen, puis par la suite de l’église St Margaret of Scotland de la même ville. Après la naissance de John Ninian, quatre autres enfants naissent de leur union.
Ninian Comper fait ses études au Kingston College d'Aberdeen puis au Trinity College Glenalmond dans le Perthshire. Il passe un an à la Ruskin School of Art d'Oxford.
A l'âge de dix-huit ans, il est stagiaire chez Charles Eamer Kempe (artiste et fabricant de vitraux renommé). Cette expérience aura sur ses œuvres une forte influence. De 1883 à 1887, il travaille comme apprenti chez George Frederick Bodley et Thomas Garner, architectes néogothiques. Durant cette période, il fréquente les South Kensington Schools et la Ruskin School of Art d'Oxford.
Devenu indépendant, il s'associe avec son compatriote écossais William Bucknall en 1888 à Londres. Il se marie avec Grace Bucknall, la sœur de ce dernier, en 1890.
Comper profite des relations de son père pour obtenir ses premières commandes (chapelle du couvent St Margaret d'Aberdeen en 1891, l'église St Margaret de Braemar en 1899, l'église St Mary de Kirriemuir en 1903 où son père fut recteur).
Comper est un artiste chrétien complet. Il conçoit des églises (comme l'église St Cyprian, Clarence Gate, Westminster de 1901 à 1903) ou des extensions d’églises existantes, réalise des peintures, des sculptures ou des vitraux, dessine du mobilier, des objets et des vêtements liturgiques…  
Comper crée notamment de remarquables retables, inspirés d'originaux médiévaux. Le retable de l'abbaye de Wymondham dans le Norfolk, en est un exemplaire particulièrement remarquable.
En 1896, Comper fait un long voyage en Rhénanie et en 1900, il se rend à Rome pour accompagner son père. Il y retourne en 1905 et visite cette fois également le sud de l'Italie et la Sicile principalement pour voir les églises paléochrétiennes et byzantines. D'autres voyages d'études en Grèce et en Espagne suivent en 1906 et 1910 respectivement. Sa culture s'y enrichit et ses sources d'inspiration se multiplient.

Alors que ses premières œuvres sont réalisées dans un style gothique anglais relativement pur, ces voyages l'amènent à développer son concept d'"unité par inclusion", synthèse raffinée d'éléments classiques, gothiques et byzantins dans une même œuvre. Il change également sa manière d'organiser l'espace sacré et crée des ciboriums pour surmonter les autels, autels qui se rapprochent ainsi des fidèles.

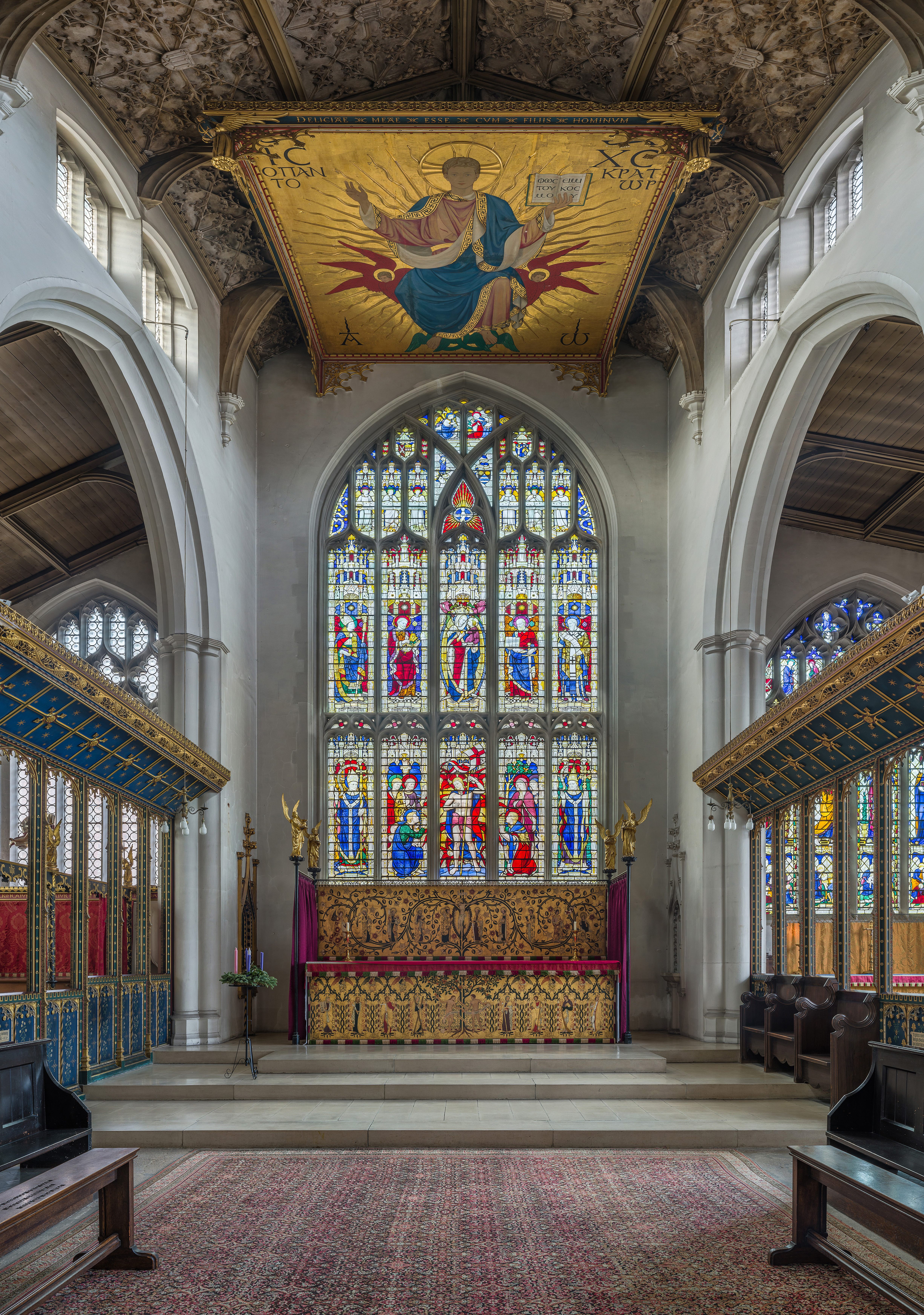
Eglise St Cyprian entièrement conçue par Comper. Notez l'autel anglais avec sa courtine.
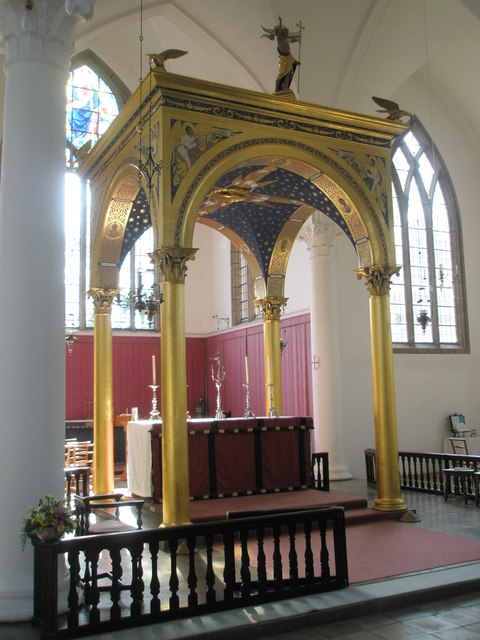
Eglise St Philip, Hawthorn Crescent, Cosham. Autel sous ciborium. Sa décoration est typique du concept d' "unité par inclusion".
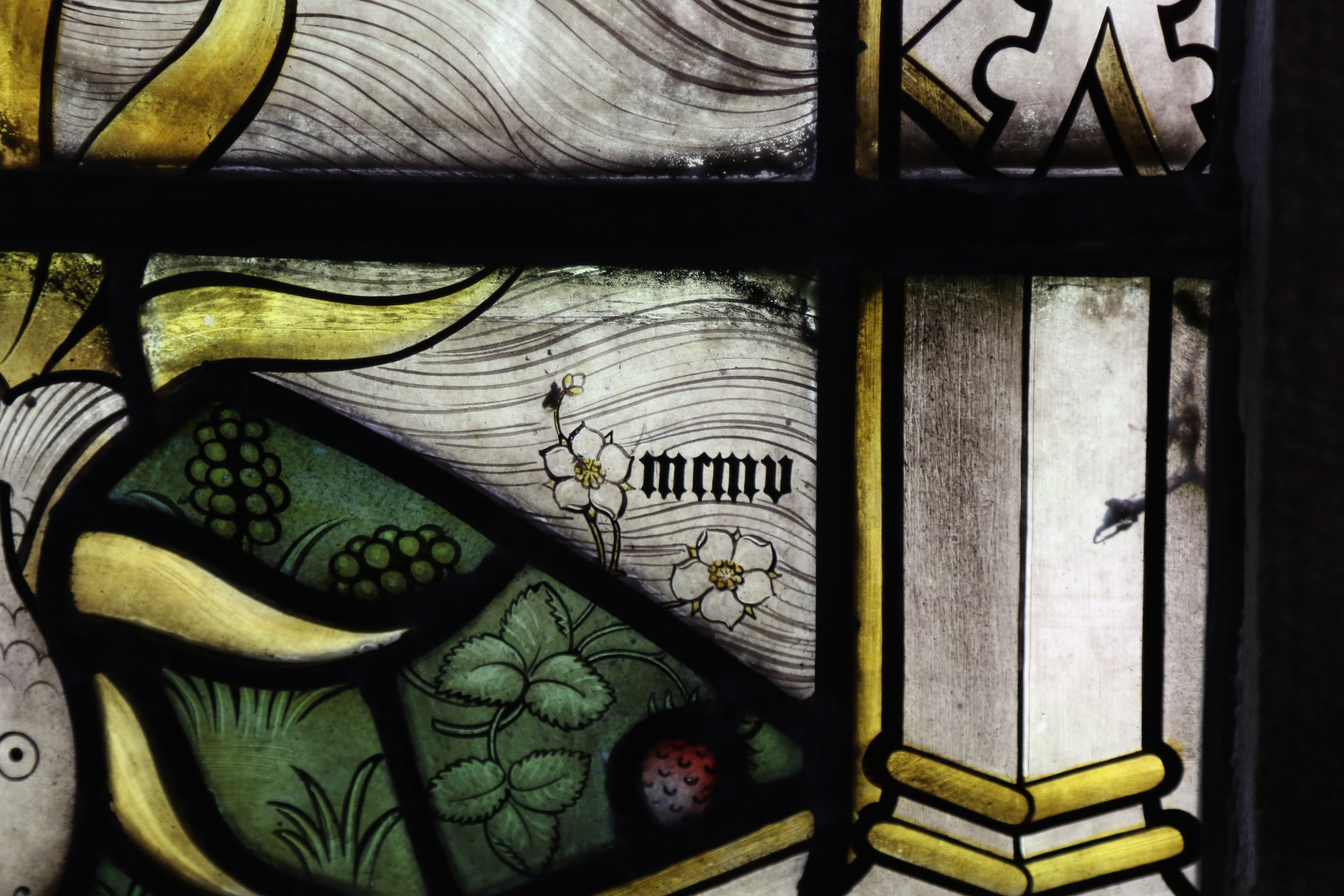
Fraise des bois en bas d'un vitrail, signature visuelle de Comper
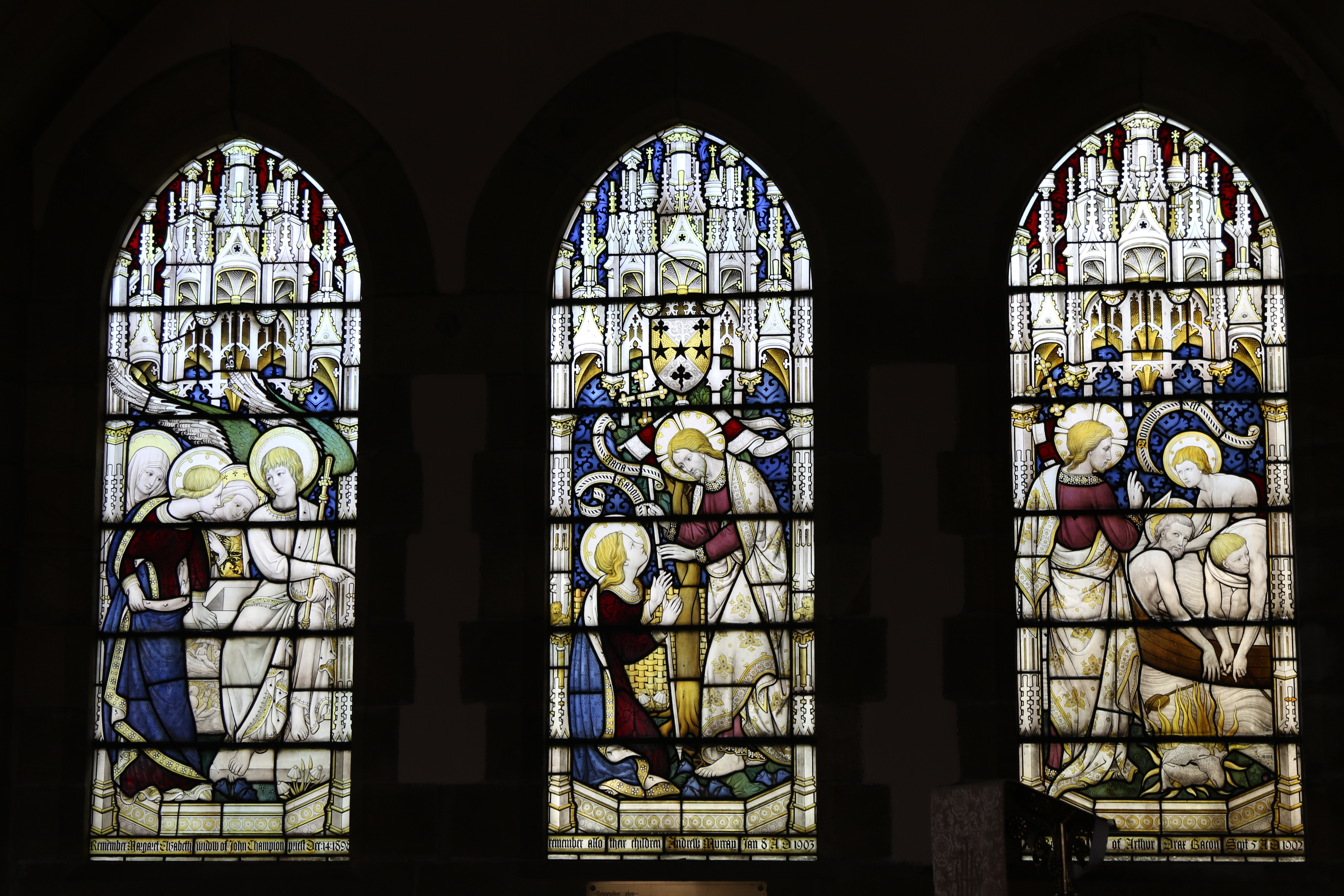
Vitraux à l'église Holy and Undivided Trinity d'Edale, 1898. Style purement néogothique

En 1903, son père meurt subitement alors qu'il offrait des fraises à des enfants pauvres. Ninian Comper « signe » ses vitraux réalisés ultérieurement avec une fraise des bois, pour lui rendre hommage ,.
Bucknall et Comper se séparent en 1905, l'alcoolisme de Bucknall étant devenu ingérable.
À partir de 1912, Comper et sa femme vivent à Londres à The Priory dans le quartier de Beulah Hill. Dans cette maison conçue par Decimus Burton (1800-1881), ils reçoivent des amis tels que John Betjeman.
Son épouse Grace, avec qui il a eu six enfants,, décède en 1933.
Comper est anobli par le roi George VI en 1950,.
Le 22 décembre 1960, il meurt à l'Hostel of God (aujourd'hui Trinity Hospice ) à Clapham (quartier du sud de Londres). Son corps est ramené à Norwood pour être incinéré au cimetière de West Norwood. Ses cendres sont ensuite inhumées dans l'abbaye de Westminster sous les vitraux qu'il a conçus.
Une grande exposition consacré à l'œuvre de Comper a lieu au Royal Institute of British Architects en 1988.

## Style
Dans les œuvres de Ninian Comper, le bleu et l’or domine souvent la polychromie. Le rouge et le vert servent de couleurs complémentaires.

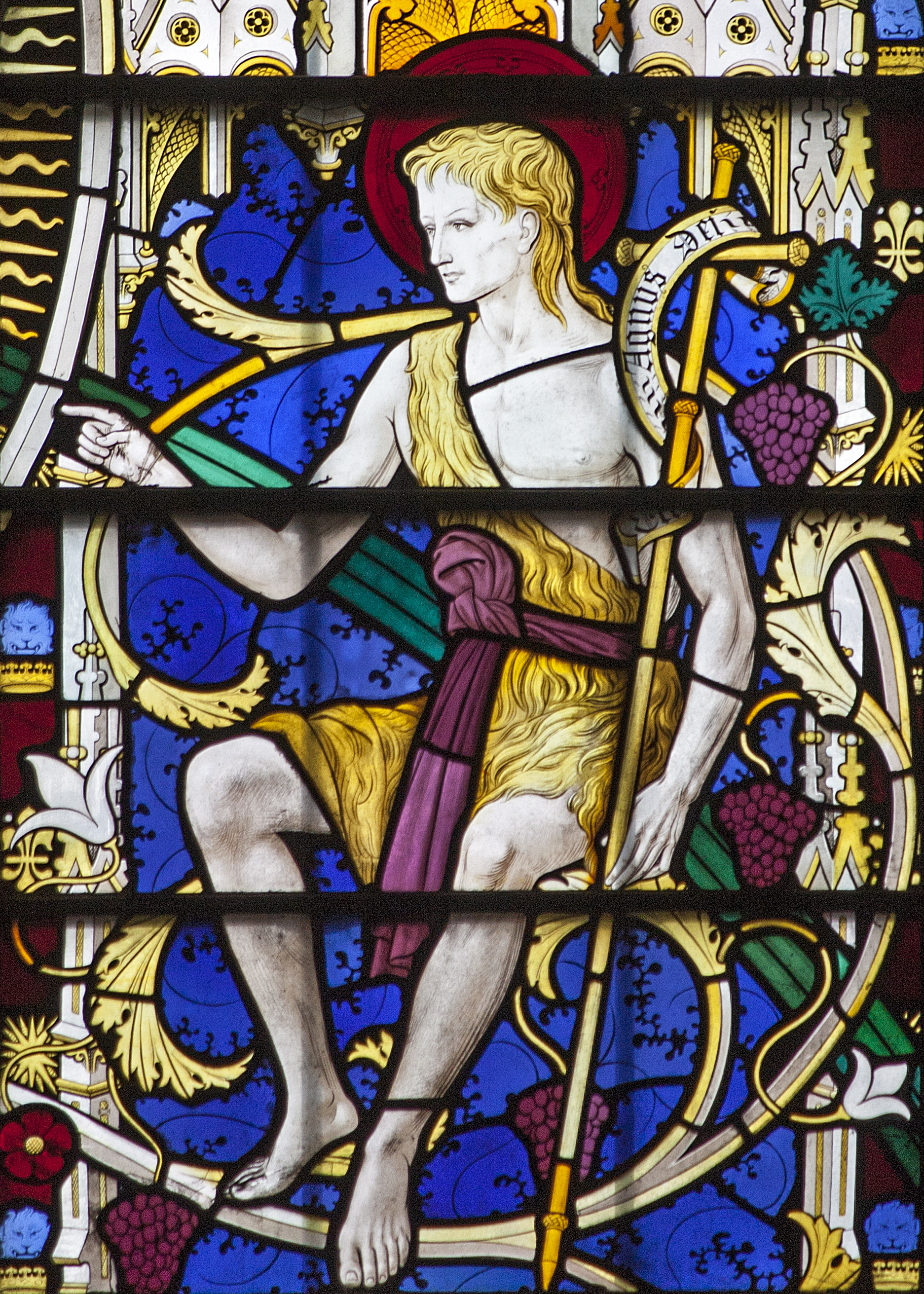
St Jean Baptiste - Détail du vitrail Est de la chapelle de la Résurrection - Pusey House à Oxford
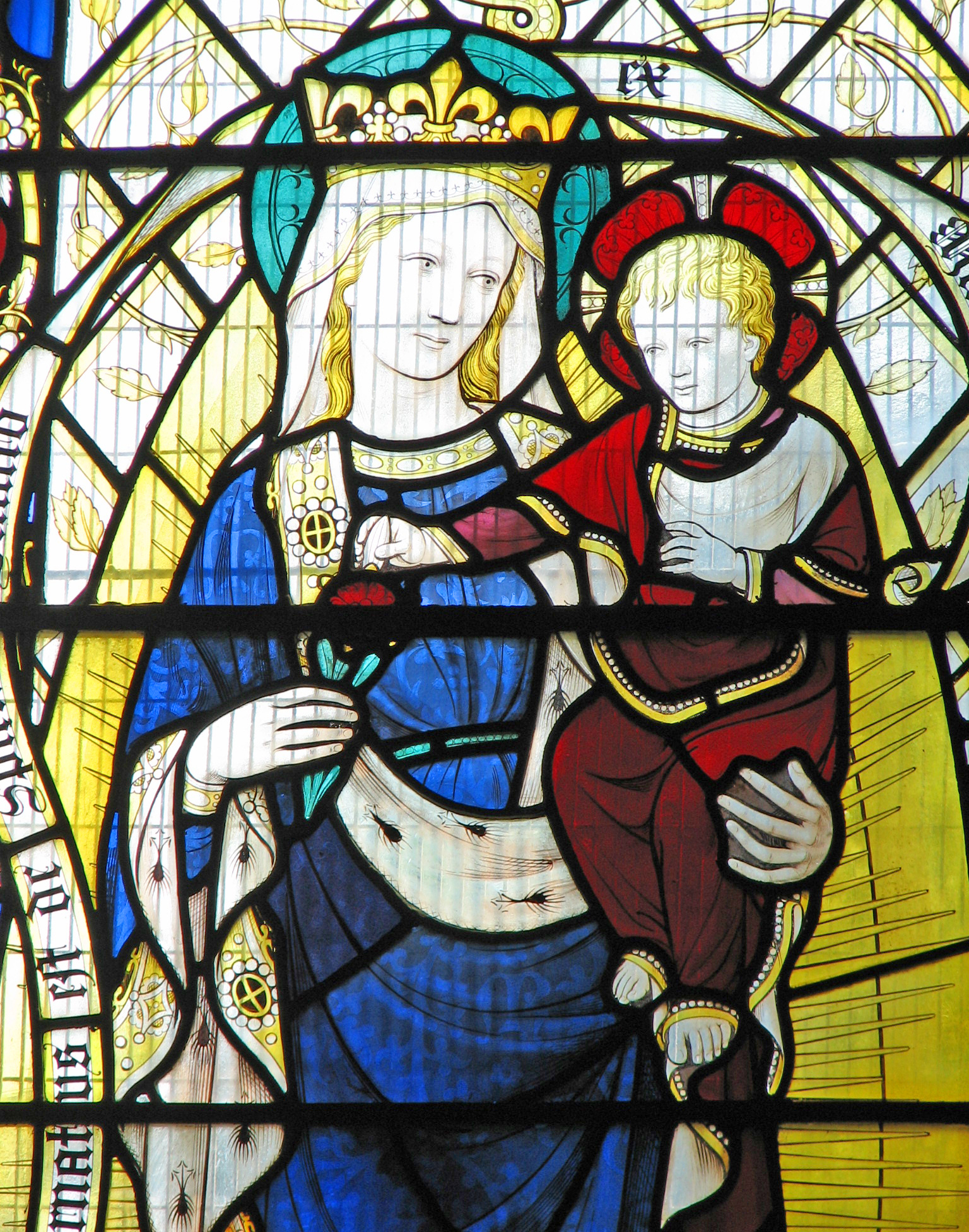
Vierge à l'enfant - vitrail de la cathédrale d'Ely
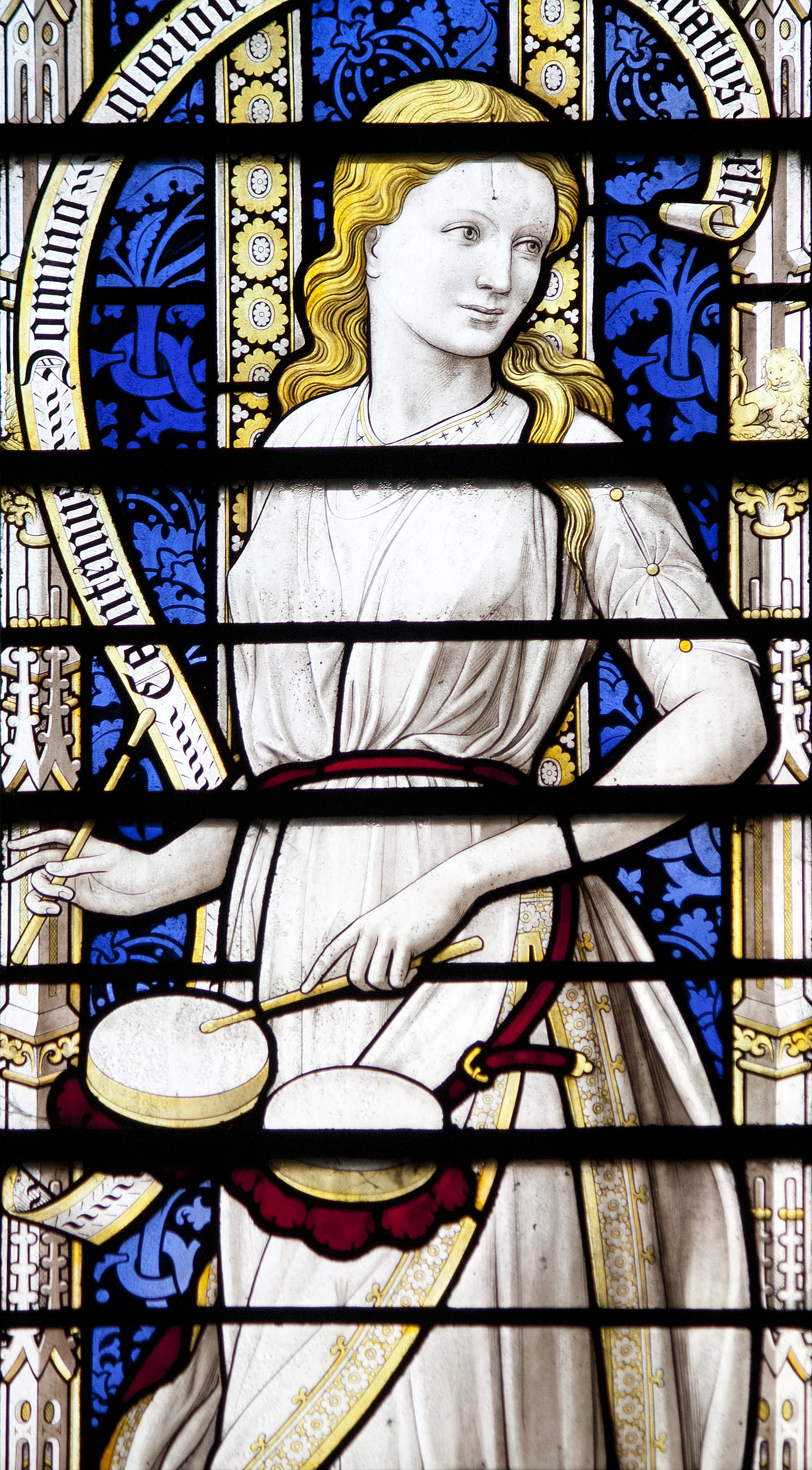
Vitrail de l'abbaye de Downside. Notez la grâce toute féminine du personnage

Dans les vitraux, le jaune d’or est fréquemment utilisé pour les chevelures et les barbes, tandis que les chairs et certains vêtements sont traités en grisaille. Cela donne aux personnages un aspect chryséléphantin. Cet aspect est repris dans nombre de ses œuvres sculptées où la feuille d’or est appliquée sur les chevelures tandis que le reste de la sculpture ressemble à de l’ivoire.

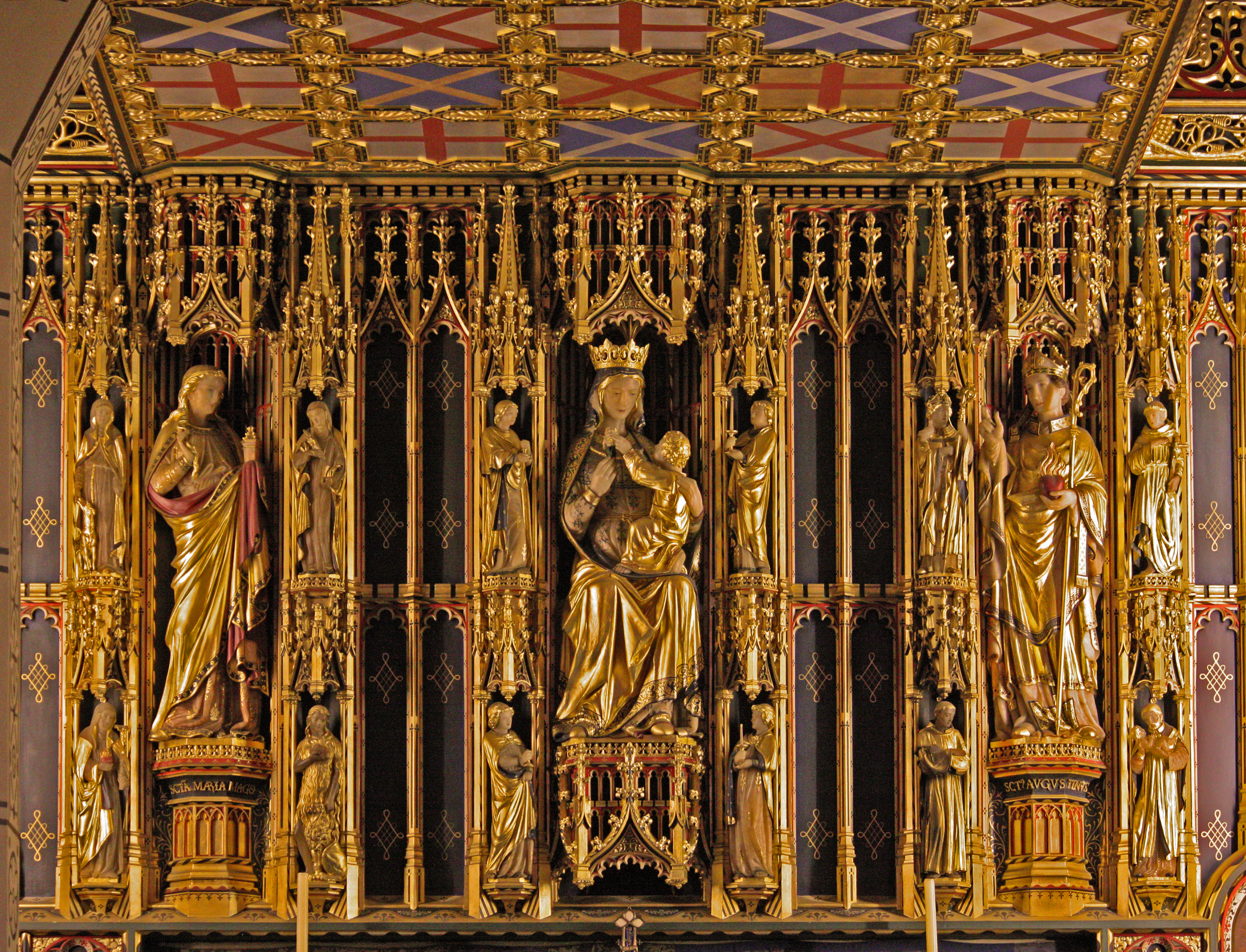
Retable de la Chapelle de la Vierge dans l'église All Saints, Margaret Street à Londres
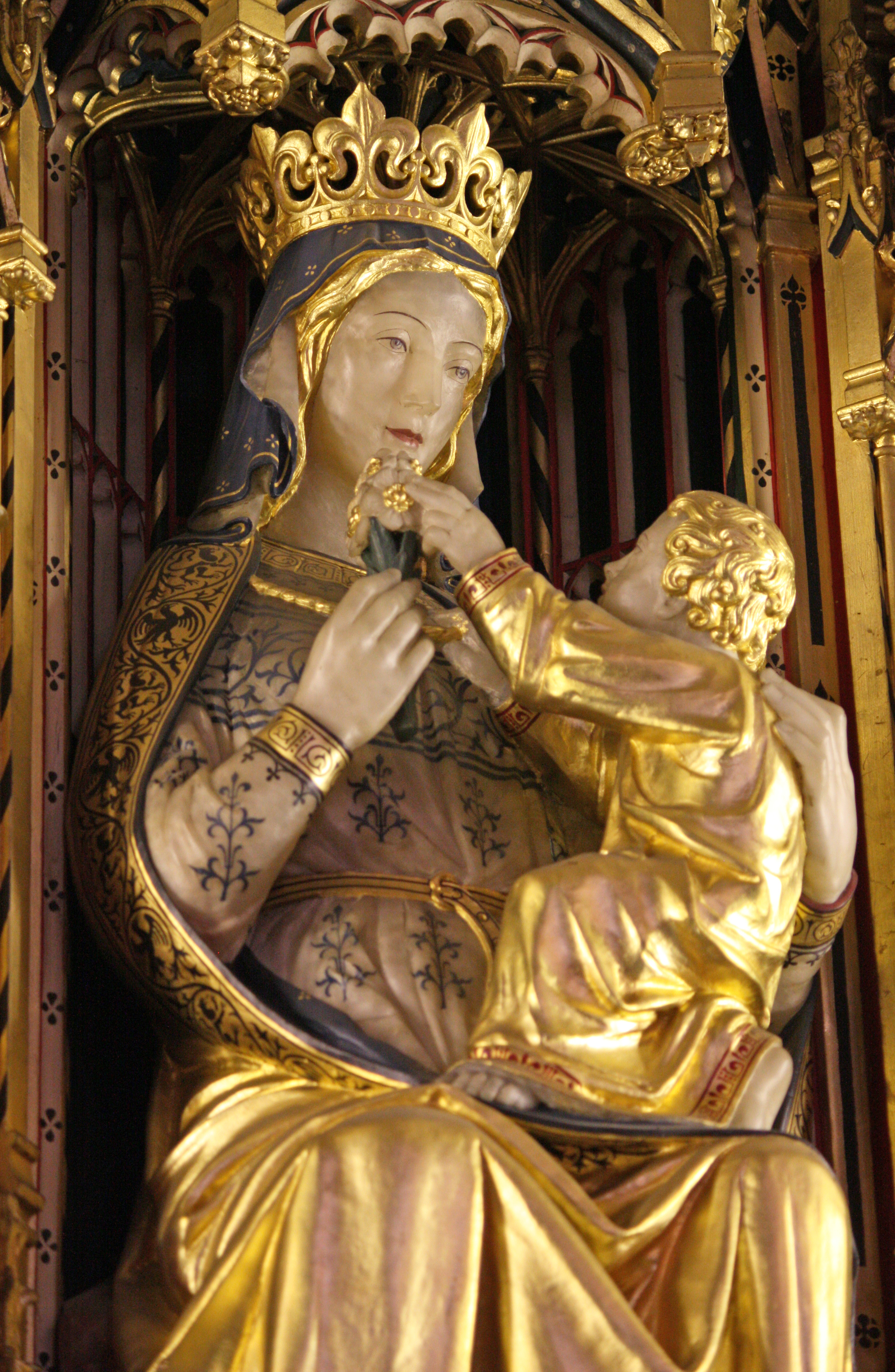
Vierge à l'enfant en albâtre. Retable de la chapelle de la Vierge. Eglise All Saints, Margaret Street à Londres.
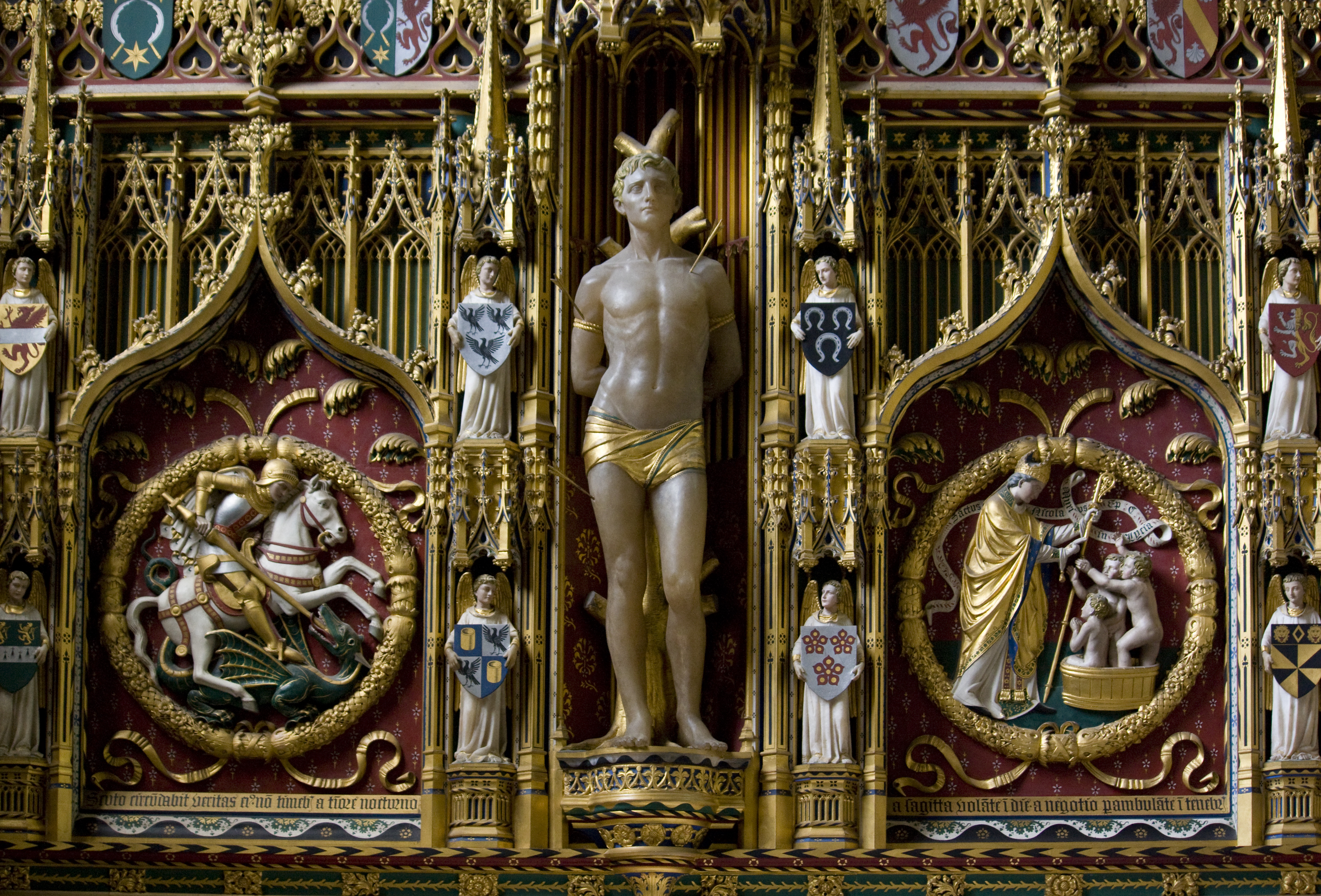
Retable de St Sebastien dans l'abbaye de Downside

Les traits sont fins et précis. Les corps sont plutôt allongés, légèrement sinueux et toujours empreints d’une certaine légèreté. Les visages sont beaux et idéalisés mais pourtant très réels grâce au soin apporté à l’exécution. Les personnages masculins ont des caractéristiques viriles marquées et les personnages féminins affichent une grâce toute féminine.
L’impression est toujours saisissante.
De purement néogothique, le style de Comper devient, après 1900, de plus en plus éclectique en raison du développement du concept d’« unité par inclusion ». Des éléments décoratifs classiques ou Renaissance côtoient des schémas byzantins et des draperies gothiques.
Comper introduit également progressivement de la nudité, essentiellement masculine, dans ses œuvres sous l’influence du style des œuvres de la Renaissance (figure de Saint Sébastien, Christ sur la croix, Christ ressuscité ou homme de douleur) et certains de ces personnages prennent parfois des allures d’éphèbes chrétiens.

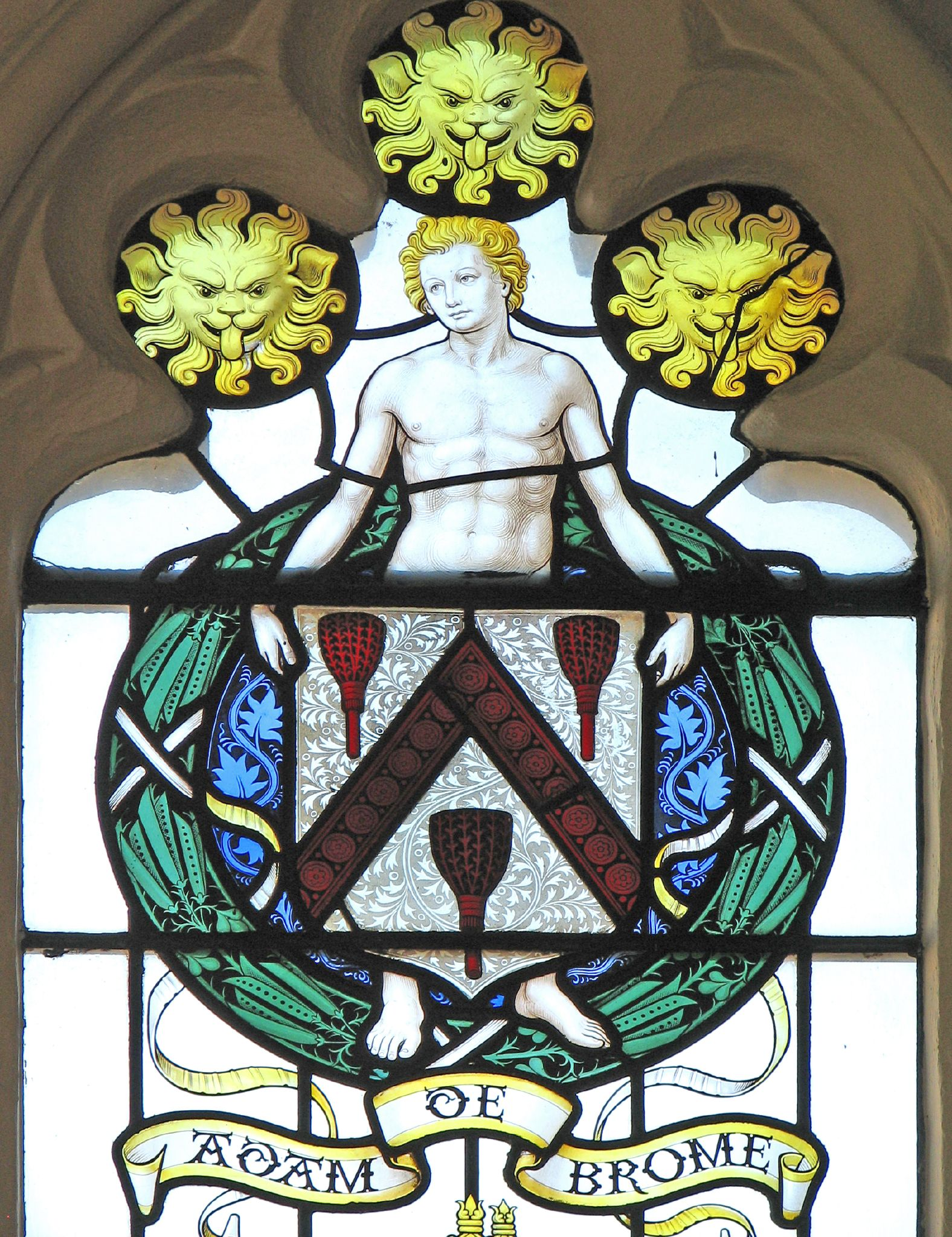
Blason de De Brome par Ninian Comper. Notez l'éphèbe tenant le blason.
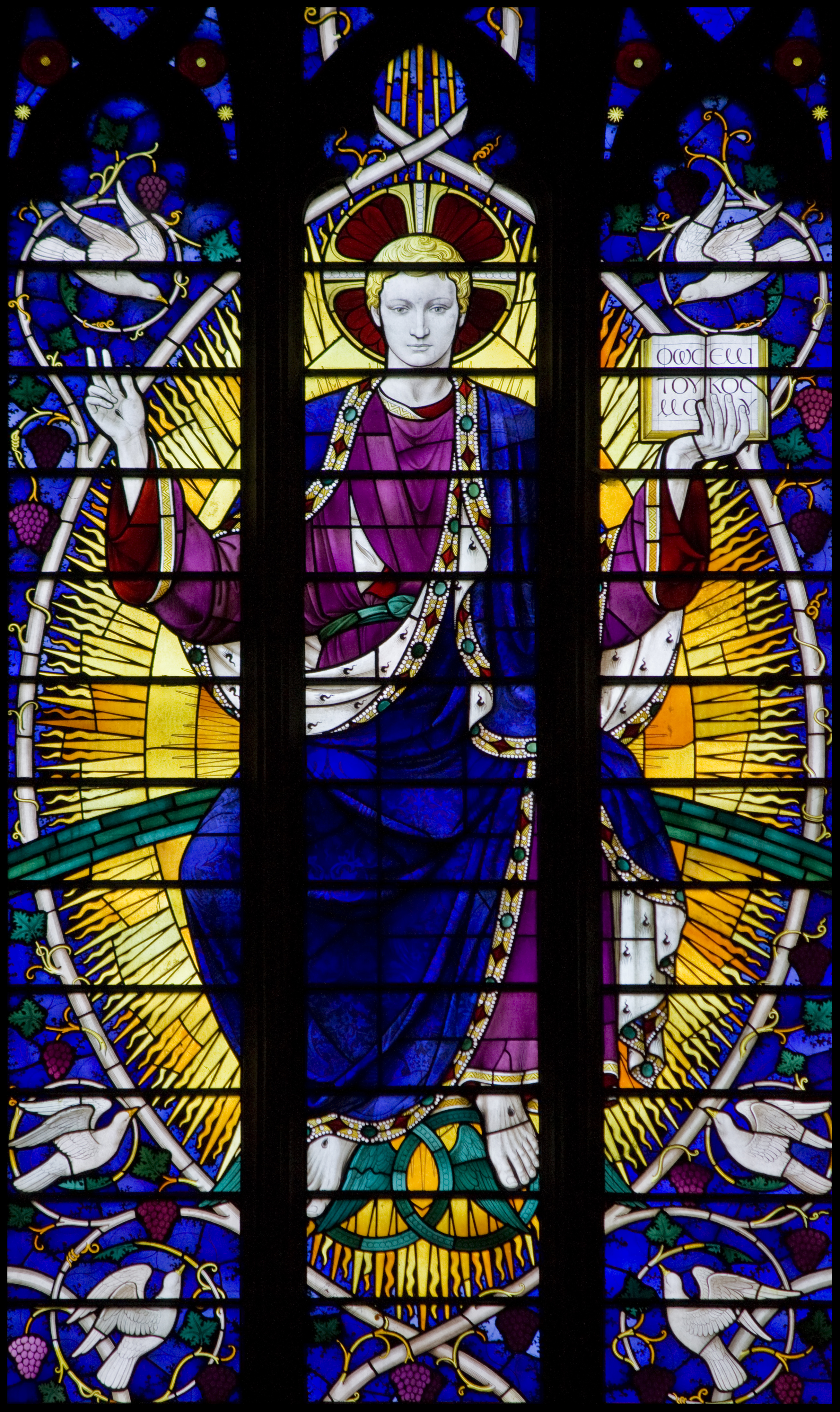
Christ Pantocrator - Vitrail de l'église de l'abbaye de Downside, vers 1934-36
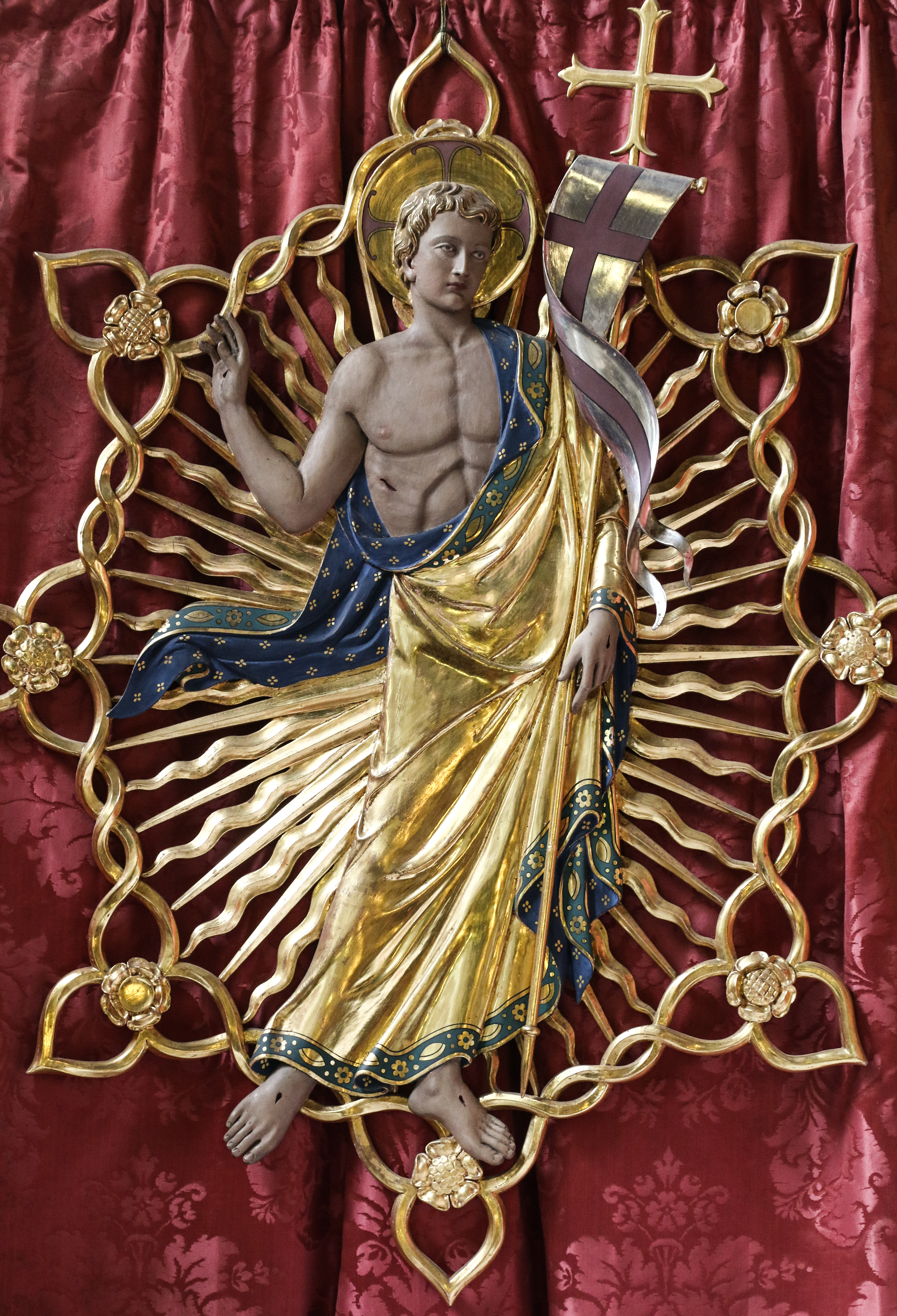
Sculpture du Christ ressuscité dans l'église St Mary à Bury St Edmunds

Particularité de ses représentions christiques, Jésus y est représenté souvent imberbe, ou presque, avec des cheveux relativement courts. C’est un nouvel Adam et un nouvel Appolon, éternellement jeune et beau, façon pour Ninian Comper de souligner la nature éternelle du Verbe et sa bonté envers l’humanité.
Enfin, il utilise des représentations archétypales qu’il reproduit quasi telles quelles dans divers édifices sous diverses formes : Christ Pantocrator, Christ Ressuscité, certaines Vierges à l’enfant… 

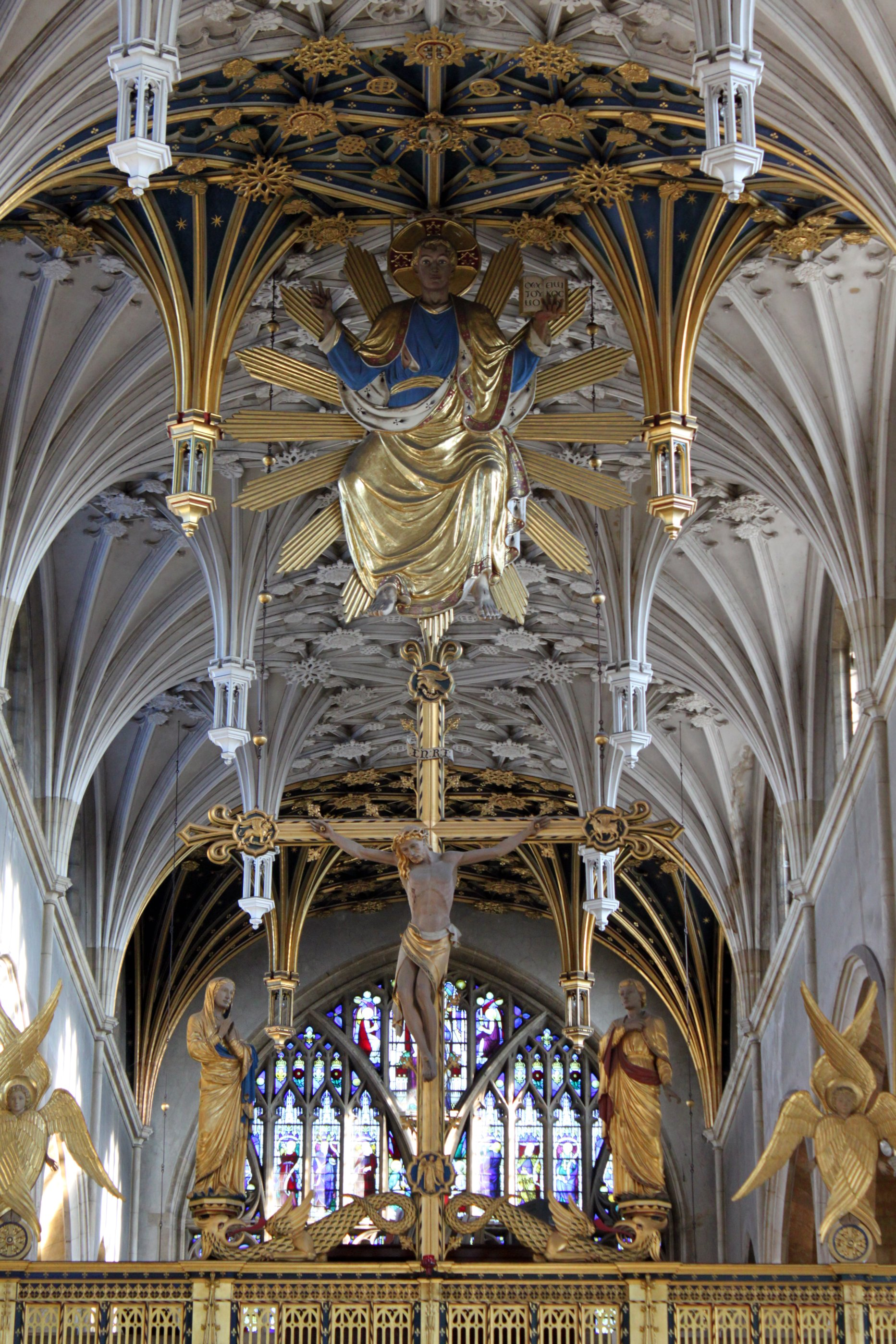
Partie haute du jubé de l'église St Mary à Wellingborough. Crucifixion, séraphins et Christ Pantocrator. Ce dernier est un archétype de Comper.

## Galerie de photographies

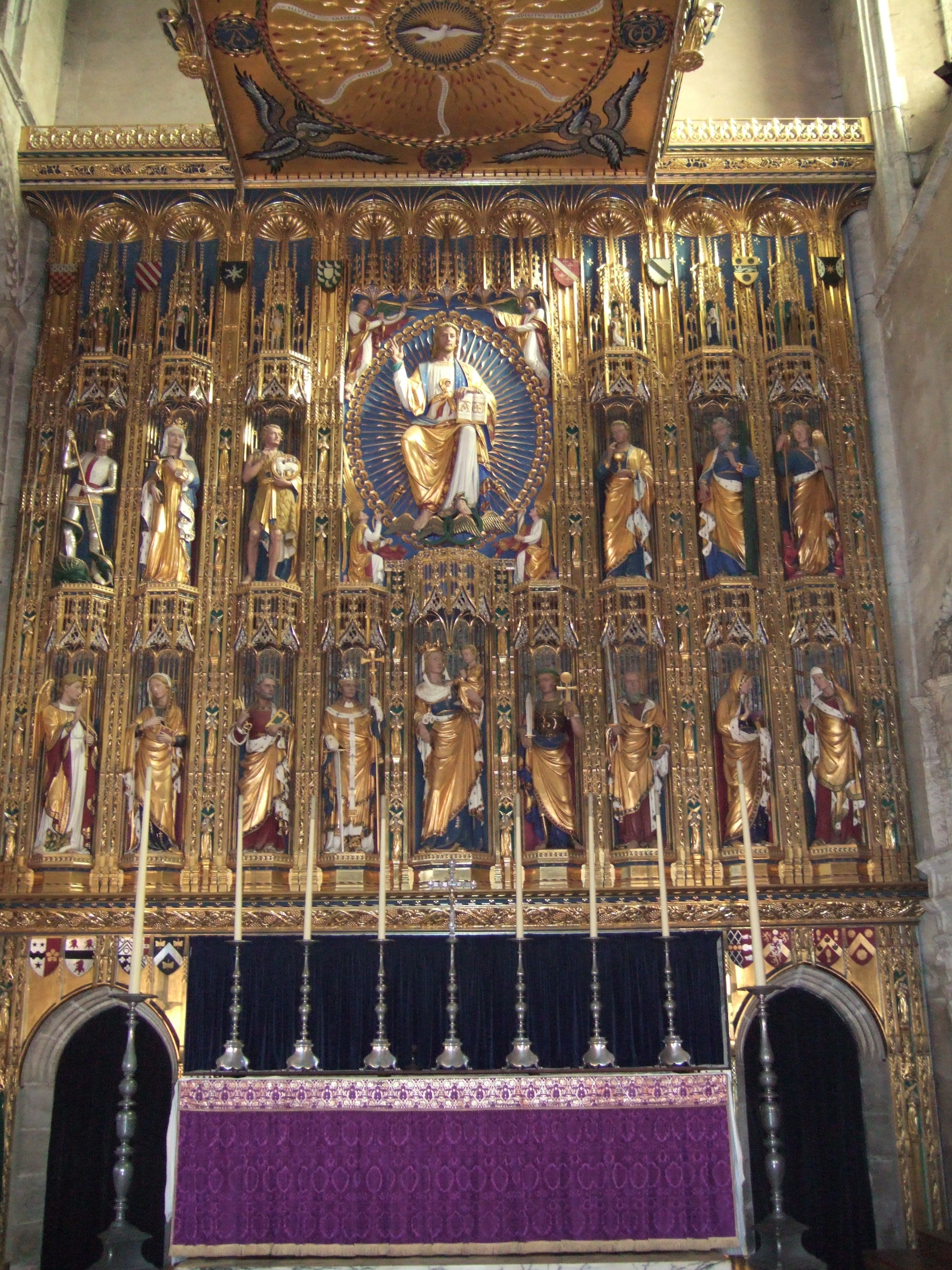
Retable de l'abbaye de Wymondham
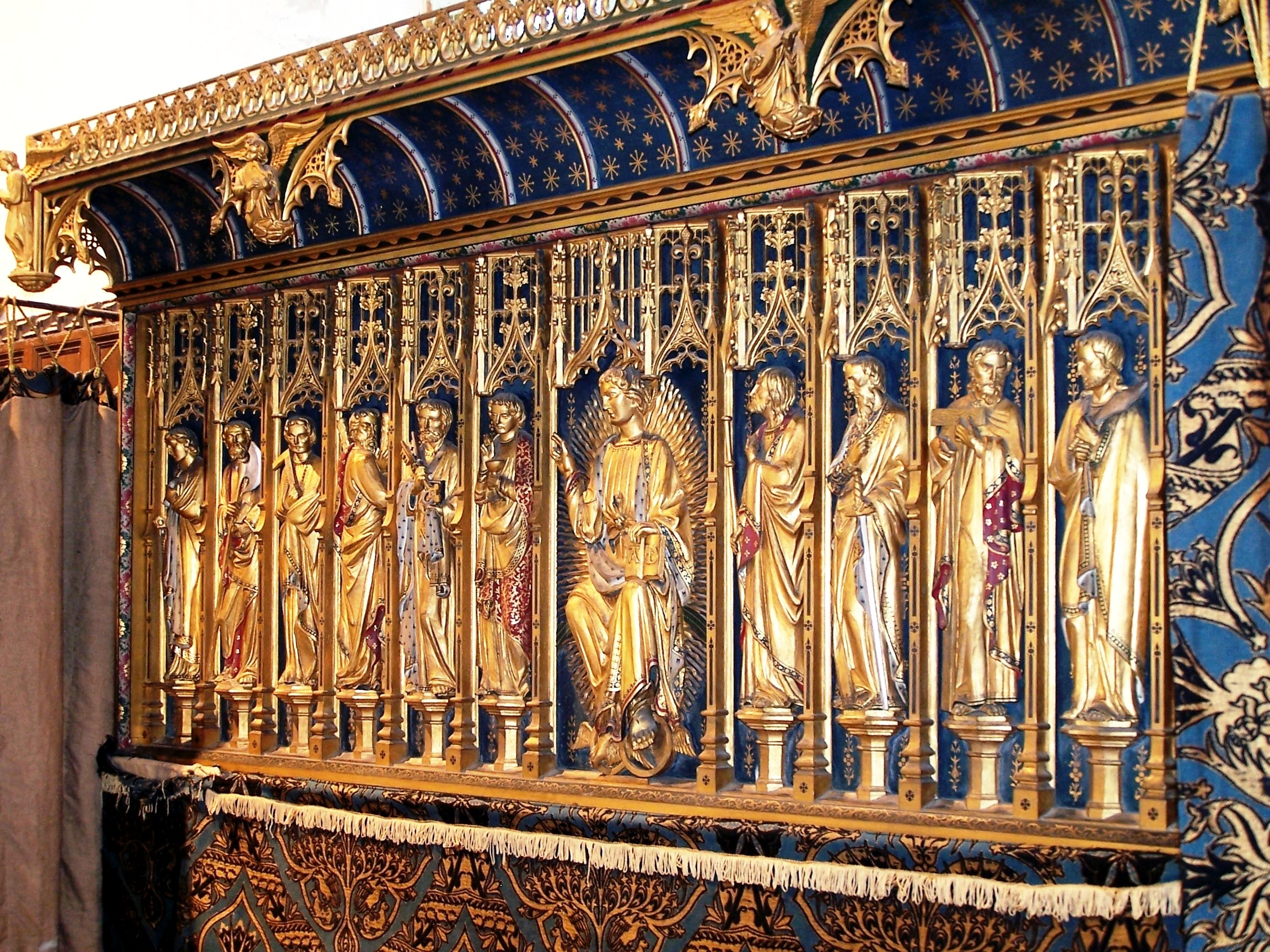
Détail du retable de l'église St James, High Melton
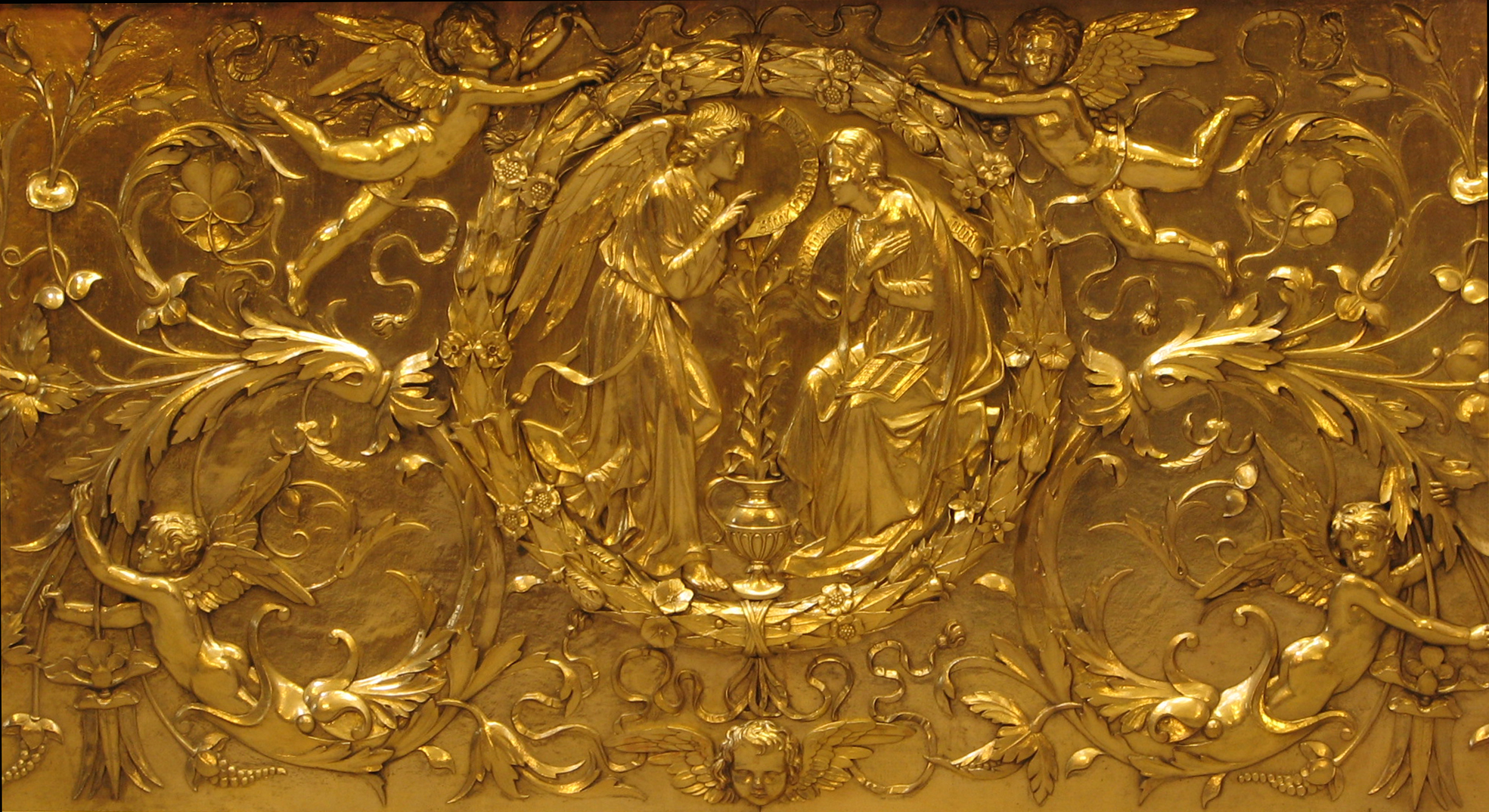
Antependium en bronze doré par la Pusey House d'Oxford
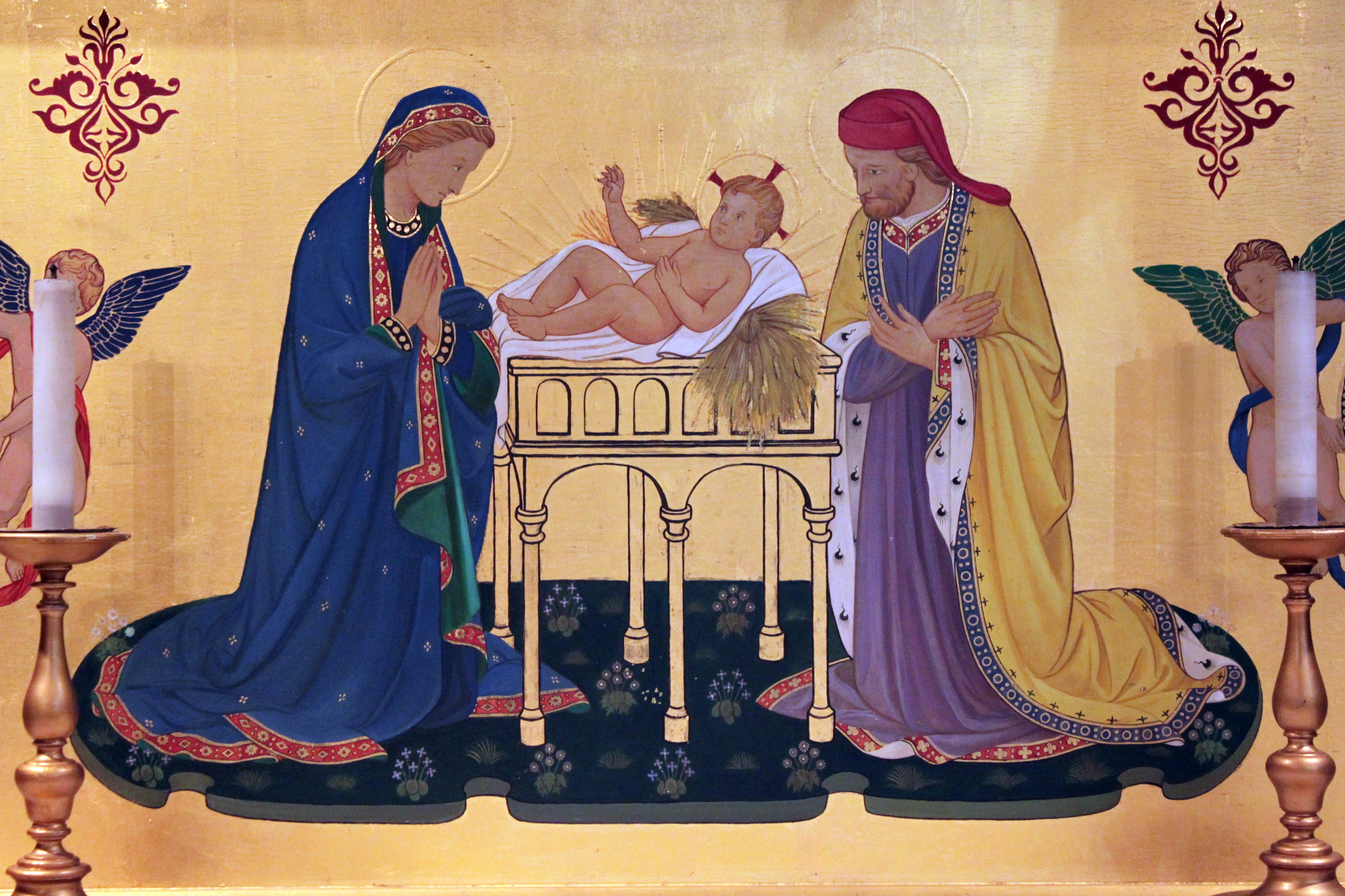
Retable et chandeliers à l'église Holy Trinity de Winchester
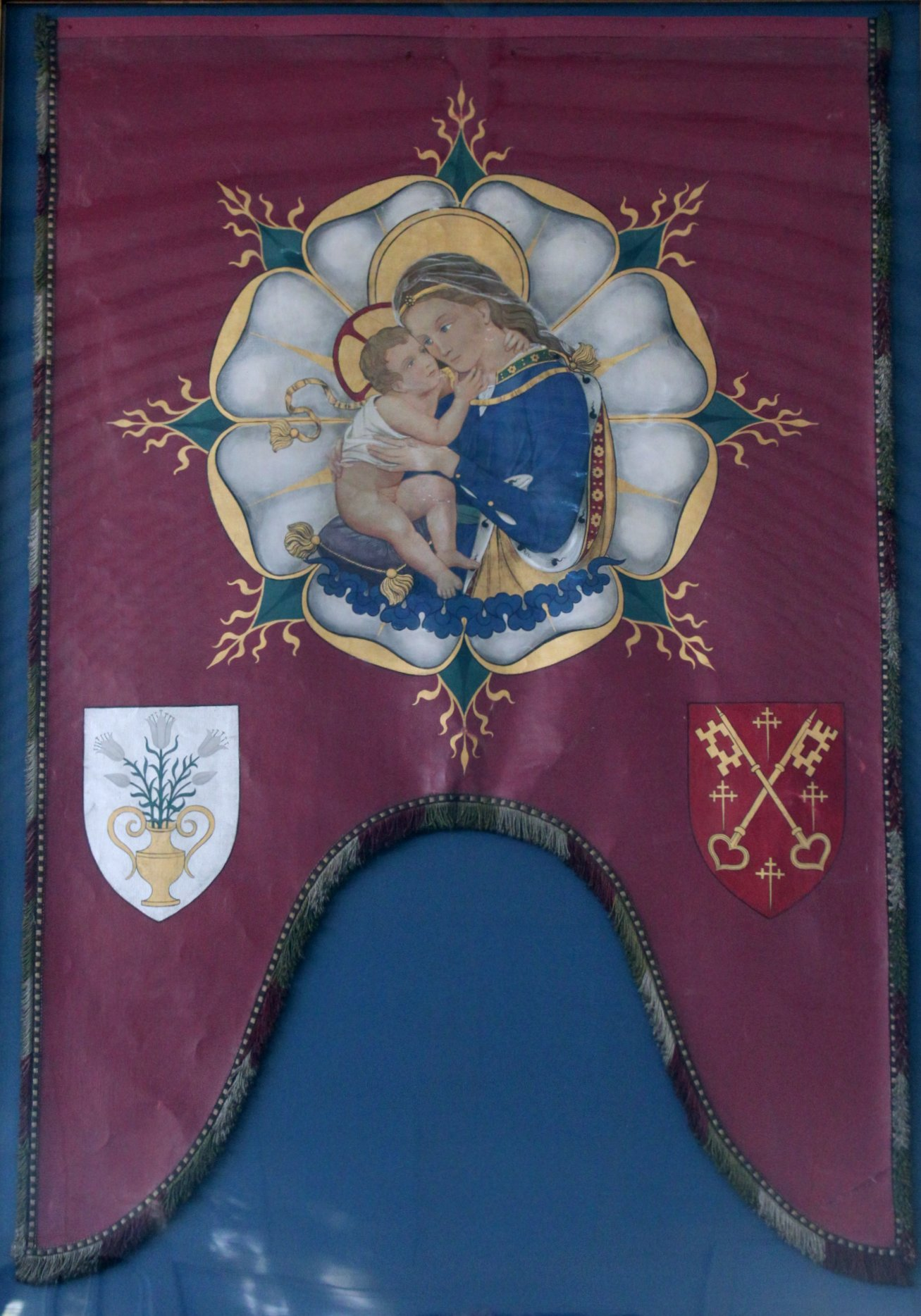
Bannière, église St Mary the Virgin à Wellingborough, conçue par Comper

## Œuvres notables
- l'abbaye de Westminster : rangée de vitraux sur le mur nord de la nef de l'abbaye[9] ;
- l'église St Peter à Huddersfield : ciborium, maître-autel et vitraux en mémoire des morts de la Grande Guerre ;
- l'église St Mary à Wellingborough : conception complète ;
- l'église St Michael & All Angels à Inverness : conception complète ;
- l'abbaye de Downside dans le Somerset : Chapelle de la Vierge ;
- l'abbaye de Wymondham dans le Norfolk : retable ;
- la maison de la Society of St. John the Evangelist à Oxford (maintenant St Stephen's House) : ciborium et extension de la chapelle domestique ;
- l'église St Cyprian, Clarence Gate, à Westminster : conception complète ;
- l'église St Matthew de Westminster : conception et construction de la chapelle de la Vierge ;
- l'église de tous les Saints (All Saints church) sur Margaret Street à Londres : décoration de la chapelle de la Vierge et peintures dans le chœur ;
- le Mémorial national gallois de la Guerre (1928) : conception complète ;
- l'église St Philip à Cosham près de Portsmouth (1936-1938), considérée comme « l'une de ses églises les plus célèbres et les plus originales ».

## Sources
- Nikolaus Pevsner et David W. Lloyd, Hampshire and The Isle of Wight, London, Yale University Press, coll. « The Buildings of England », 1967 (ISBN 978-0-300-09606-4)
- Nikolaus Pevsner et Bill Wilson, Norfolk 2: North-West and South, London, Yale University Press, coll. « The Buildings of England », 2002 (ISBN 0-300-09657-7)